# Porkerec
Porkerec (románul: Purcărete) falu Romániában, Erdélyben, Beszterce-Naszód megyében.

## Fekvése
Négerfalva közelében fekvő település.

## Története
Porkerec (Purcărete) korábban Négerfalva (Negrileşti) része volt. 1956 körül vált külön 218 lakossal.
1966-ban 244, 1977-ben 222, 1992-ben 221, a 2002-es népszámláláskor pedig 225 román lakosa volt.